# فرودگاه گرگان

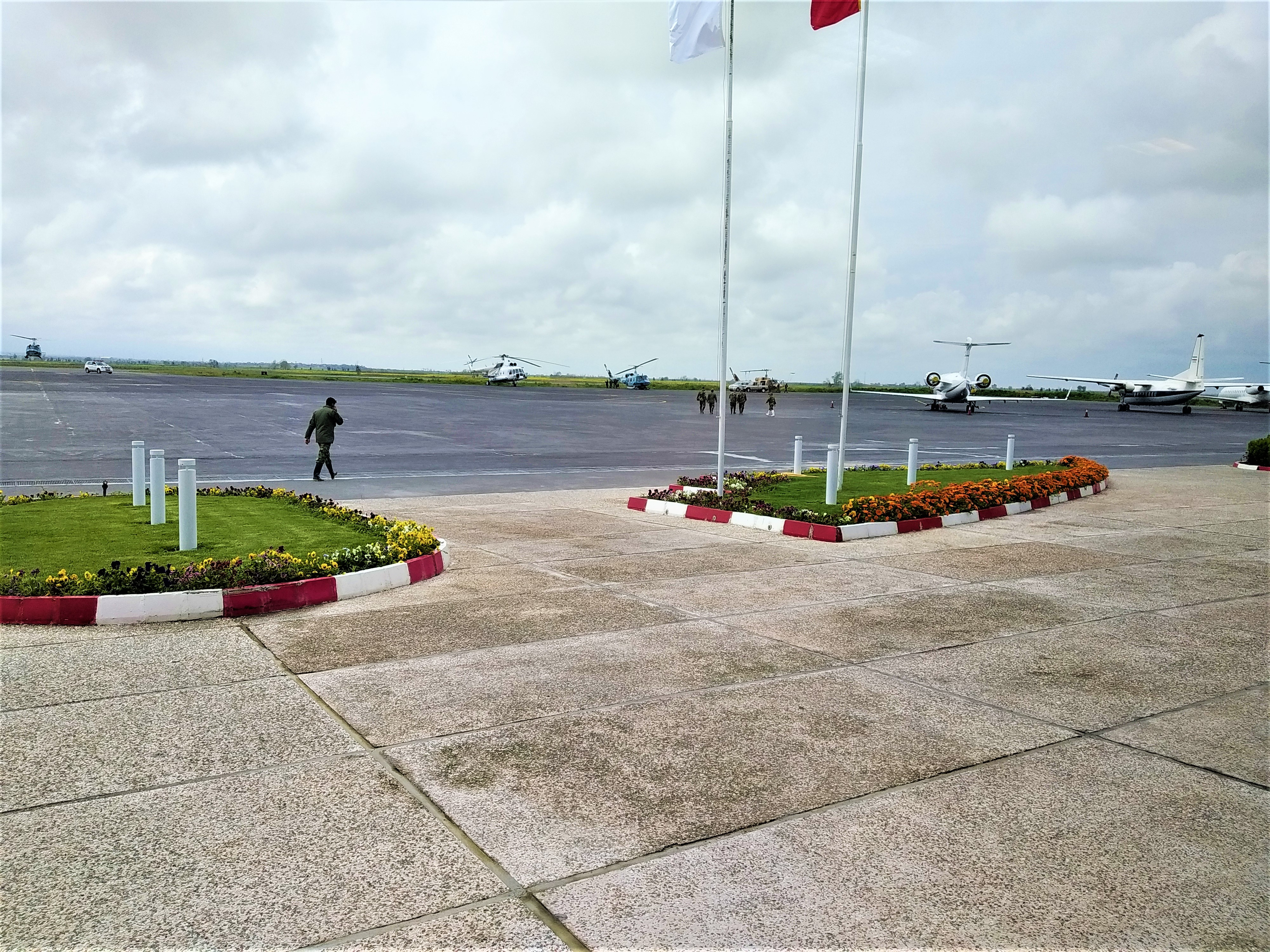
فرودگاه گرگان در هوای آفتابی

فرودگاه بین‌المللی گرگان فرودگاهی در کشور ایران است که در بین شهرهای گرگان (مرکز استان گلستان) و آق قلا قرار دارد. این فرودگاه بین‌المللی است و پروازهای حجاج گلستانی نیز از این فرودگاه صورت می‌گیرد. فرودگاه گرگان از نظر تعداد پرواز و جابجایی مسافر در رتبه هجدهم فرودگاه‌های کشور قرار دارد و از فرودگاه‌های بزرگ شمال کشور بشمار می‌رود.
هر هفته از این فرودگاه پروازهای روزانه به مقصدهای تهران و مشهد انجام می‌شود.
مقصدهای داخلی این فرودگاه: تهران، مشهد، عسلویه، اهواز، کیش، زاهدان، زابل، قشم، تبریز، شیراز و رشت و همچنین بزودی به مقصد سنندج
مقاصد خارجی:نجف، بغداد، عربستان، اکتائو و استانبول
ایرلاین‌های فعال:ایران ایر، هواپیمایی آسمان، قشم ایر، پویا ایر، هواپیمایی کارون
در سال۲۰۱۶ میلادی ۲٬۴۳۵ نشست و برخاست هواپیما در این فرودگاه انجام شد و ۱۹۰٬۴۲۰ نفر مسافر و ۸۷۳٬۵۶۱ کیلوگرم بار از طریق آن جابجا شدند.

## تاریخچه
فرودگاه گرگان یکی از فرودگاه‌هایی است که قدمت آن به ۵۰ سال قبل بر می‌گردد. این فرودگاه ابتدا در زمینی به مساحت ۱۰۰ هکتار و دو باند خاکی چمنی به شکل متقاطع و به طول ۱۰۰۰ متر احداث شد. فرودگاه به عنوان یک پایگاه جهت هواپیماهای سمپاش شرکت هواپیمایی خدمات ویژه وابسته به وزارت کشاورزی و همچنین در مقطعی توسط وزارت پست و تلگراف و تلفن وقت به منظور مبادلات پستی مورد استفاده قرار داشت و تا سال ۱۳۷۴ فاقد هرگونه تجهیزات فرودگاهی و ناوبری بوده است.
در سال ۱۳۷۴ با تامین اعتبار ده میلیارد ریالی ساخت فرودگاه جدید گرگان آغاز شد. این مرحله از پروژه در ابتدا با ساخت باند به طول ۲۳۰۰ متر آغاز شد. طی سال‌های ۱۳۷۵ الی ۱۳۷۹ و با اختصاص اعتبارات ملی و استانی سایر بخش‌های فرودگاهی از جمله سطوح پروازی، ترمینال، نصب تجهیزات ناوبری، نصب و راه‌اندازی رادار در ارتفاعات درازنو، روشنایی باند و همچنین توسعه اراضی فرودگاه از ۱۰۰ هکتار به ۲۹۴ هکتار آماده بهره‌برداری شد. در بهمن ماه ۱۳۷۹ فرودگاه جدید گرگان با انجام دو پرواز در هفته در مسیر تهران-گرگان-تهران عملیاتی شد. از سال ۱۳۸۹ تاکنون نیز با توجه به افزایش تقاضای سفر هوایی، پروازها از دو پرواز در هفته به ۷۰ پرواز افزایش یافته است.

## شرکت‌های هواپیمایی و مقصدهای پروازی
| شرکت‌های هواپیمایی | مقصدهای پروازی                                                                                               |
| ----------------- | --- |
| ایران ایر         | فرودگاه مهرآباد تهران، فرودگاه بین‌المللی شهید هاشمی‌نژاد مشهد، فرودگاه شاهزاده محمد بن عبدالعزیز              |
| هواپیمایی آسمان   | فرودگاه مهرآباد تهران                                                                                        |
| هواپیمایی کاسپین  | فرودگاه بین‌المللی شهدای زاهدان، فرودگاه بین‌المللی کیش                                                        |
| هواپیمایی یزد     | فرودگاه مهرآباد تهران، فرودگاه بین‌المللی استانبول                                                            |
| هواپیمایی قشم     | فرودگاه مهرآباد تهران، فرودگاه بین‌المللی شهدای زاهدان، فرودگاه بین‌المللی خلیج فارس، فرودگاه بین‌المللی آکتائو |
| هواپیمایی پویا    | فرودگاه مهرآباد تهران                                                                                        |